# Боровская (Вологодская область)
Боровская — деревня в Верховажском районе Вологодской области.
Входит в состав Верховского сельского поселения (до 2015 года входила в Олюшинское сельское поселение), с точки зрения административно-территориального деления — в Олюшинский сельсовет.
Расстояние по автодороге до районного центра Верховажья — 53 км, до деревни Средней — 12 км. Ближайшие населённые пункты — Ереминское, Никольская, Ивановская.
По переписи 2002 года население — 18 человек.